# كاترين أمونتس
كاترين أمونتس (بالإنجليزية: Katrin Amunts)‏ هي عالمة أعصاب ألمانية وأستاذة لمعهد «سي آند أو فوغت» لأبحاث الدماغ في جامعة دوسلدورف، وهي أيضًا مديرة لمعهد العلوم العصبية والطب في مركز أبحاث يوليش. تعتبر كاترين واحدة من أبرز علماء الأعصاب في رسم خرائط الدماغ في العالم.

## عملها
ولدت كاترين أمونتس في بوتسدام، ألمانيا الشرقية في عام 1962. درست الطب والفيزياء الحيوية في مدرسة بيروجوف الطبية في الاتحاد السوفيتي. حصلت على درجة الدكتوراه في علم الأعصاب والتشريح في معهد أبحاث الدماغ في موسكو في عام 1989. ثم تدربت في جمعية فراونهوفر في برلين وانضمت إلى معهد سي آند أو فوغت لأبحاث الدماغ في جامعة دوسلدورف. كانت أستاذة في الجامعة التقنية الراينية الفستفالية قبل أن تنضم إلى جامعة دوسلدورف في عام 2013. تعتبر كاترين من بين أهم الباحثين في علم الأعصاب اليوم. في القائمة المنشورة حديثًا لـ أفضل 10 علماء تكنولوجيين لعام 2014، قامت المجلة العلمية بعنوان "JARA-BRAIN" بتسمية كاترين كعالم أساسي. تعمل كاترين مع فريق من العلماء البارعين، بما في ذلك زميل يدعى البروفيسور كارل زيلس. كان هدف كاترين عندما بدأت العمل في الدماغ البشري هو إنشاء أطلس ثلاثي الأبعاد لهياكل الدماغ وذلك للسماح بتصويرها وفهمها مجهريا. وهذا سيسمح لنا بتحسين فهمنا لمركز التحكم البشري وتعزيز قدراتنا على مكافحة الأمراض والاضطرابات مثل الاكتئاب والإدمان والخرف ومرض باركنسون. ويسمى هذا الأطلس «الدماغ الكبير».